# Liste der Kulturgüter in Aubonne
Die Liste der Kulturgüter in Aubonne enthält alle Objekte in der Gemeinde Aubonne im Kanton Waadt, die gemäss der Haager Konvention zum Schutz von Kulturgut bei bewaffneten Konflikten, dem Bundesgesetz vom 20. Juni 2014 über den Schutz der Kulturgüter bei bewaffneten Konflikten sowie der Verordnung vom 29. Oktober 2014 über den Schutz der Kulturgüter bei bewaffneten Konflikten unter Schutz stehen.
Objekte der Kategorien A und B sind vollständig in der Liste enthalten, Objekte der Kategorie C fehlen zurzeit (Stand: 1. Januar 2023).

## Kulturgüter
| Foto |                                                                     | Objekt | Kat. | Typ | Standort                                      | Beschreibung |
| ---- | ------------------------------------------------------------------- | --- | ---- | --- | --------------------------------------------- | ------------ |
| ja   | Datei hochladen · Wikidata zu Schloss Aubonne (Q2968160)            | Schloss Aubonne / Château d’Aubonne KGS-Nr.: 05905                                                                                                | A    | G   | Le Château 519596 / 150028                    |              |
| ja   | Datei hochladen · Wikidata zu Rathaus (Q3146117)                    | Rathaus / Hôtel de Ville KGS-Nr.: 05908 | A    | G   | Place du Marché 12 519580 / 149891            |              |
| ja   | Datei hochladen · Wikidata zu Maison d’Aspre (Q3279176)             | Maison d’Aspre mit Gewächshaus, Orangerie, Nebengebäude und Reitstall / Maison d’Aspre avec serre, orangerie, dépendance et écurie KGS-Nr.: 05910 | A    | G   | Rue du Chêne 12, 20 519650 / 149776           |              |
| ja   | Datei hochladen · Wikidata zu Herrenhaus und Reiterhof (Q3286158)   | Herrenhaus mit Reiterhof und Taubenschlag / Manoir avec manège et pigeonnier KGS-Nr.: 05911                                                       | A    | G   | Bougy-Saint-Martin 6 518852 / 149631          |              |
| ja   | Datei hochladen · Wikidata zu Eidgenössische Pulvermühle (Q1541826) | Ehemalige eidgenössische Pulvermühle Aubonne / Complexe de l’ancienne Poudrerie fédérale d’Aubonne KGS-Nr.: 10315                                 | A    | G   | Chemin de la Vaux 48 520514 / 148917          |              |
| BW   | Datei hochladen · Wikidata zu (Q29890486)                           | Haus / Maison KGS-Nr.: 05909 | B    | G   | Rue Tavernier 3 519644 / 149936               |              |
| BW   | Datei hochladen · Wikidata zu (Q29890483)                           | Reformierte Kirche Saint-Étienne / Église réformée Saint-Étienne KGS-Nr.: 05912                                                                   | B    | G   | Place du Temple 20 519658 / 150025            |              |
| BW   | Datei hochladen                                                     | Brunnen / Fontaine KGS-Nr.: 14553 | B    | K   | Rue Tavernier / Rue du Moulin 519558 / 149984 |              |
| BW   | Datei hochladen · Wikidata zu Gemeindearchiv Aubonne (Q27479575)    | Gemeindearchiv / Archives communales KGS-Nr.: 14554                                                                                               | B    | S   | Place du Marché 12 519597 / 149882            |              |
| ja   | Datei hochladen · Wikidata zu Holzmuseum Aubonne (Q27479581)        | Holzmuseum im Arboretum / Musée du bois, arboretum KGS-Nr.: 14668                                                                                 | B    | S   | Montherod, Chemin de Plan 92 517744 / 151657  |              |